# Permici

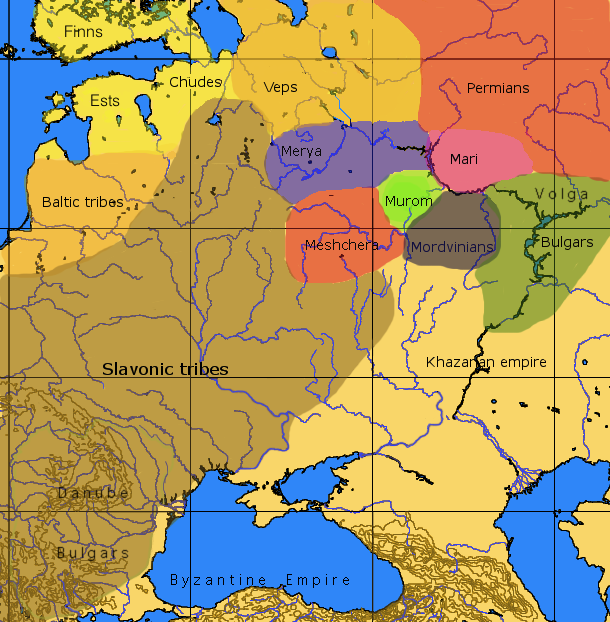
Permicii, situați în nord-est

Permicii sunt o ramură a popoarelor fino-ugrice, incluzând populațiile komi și udmurții, vorbitori de limbi permice.